# Muntanyes Yin
Les Muntanyes Yin (en xinès:阴山, Yin Shan o Yinshan) són una serralada dins l'estepa que fan de límit sud de l'est del Desert de Gobi a la Mongòlia Interior i també a la província Hebei. Aquest serralada té una llargada d'uns 1.000 km, comença al sud-oest com Lang Shan al meandre nord del riu Groc i arriba a una altitud d'uns 2.300 metres al districte Linhe, essent només de 1.500 metres al nord de Wuyuan, i fent un altiplà al nord de Baotou, pel nord-est arriba a Jehol. Cap a l'any 200 aC aquesta serralada estava governada pel líder Xiongnu Modu Chanyu. La Gran Muralla de la Xina de les dinasties Qin i Han segueix el vessant sud de les Muntanyes Yin. Té notables petroglifs.